# Nullamphiura marionensis
Nullamphiura marionensis är en ormstjärneart som beskrevs av Bernasconi 1968. Nullamphiura marionensis ingår i släktet Nullamphiura och familjen trådormstjärnor. Inga underarter finns listade i Catalogue of Life.